# 391 Ingeborg
391 Ingeborg este o planetă minoră (asteroid), cu un diametru de 15,751 km, din Mars-crossing asteroid[*]. A fost descoperită pe 1 noiembrie 1894 la Observatorul Königstuhl de Max Wolf. 
Obiectul prezintă o orbită caracterizată de o semiaxă mare de 2,3207064706137 UAi, o excentricitate de 0,30538574, o înclinație de 23,17 ° în raport cu ecliptica.